# Mormant
Mormant is een gemeente in het Franse departement Seine-et-Marne (regio Île-de-France) en telt 4372 inwoners (2005). De plaats maakt deel uit van het arrondissement Melun en van het gemeentelijk samenwerkingsverband Communauté de Communes de la Brie Nangissienne.

## Geschiedenis
De plaats werd voor het eerst vermeld in 1285 en was tot in de 20e eeuw een landbouwdorp.
Op 17 februari 1814 werd bij Marmont een slag geleverd tussen een Russisch-Beiers leger onder leiding van generaal Pahlen en een Frans leger onder Claude Victor-Perrin en Étienne Maurice Gérard.

## Geografie
De oppervlakte van Mormant bedraagt 16,6 km², de bevolkingsdichtheid is 263,4 inwoners per km². Mormant ligt in de landstreek Brie. De gemeente ligt op een plateau tussen de Yerres in het noorden en de Seine in het zuiden.
De onderstaande kaart toont de ligging van Mormant met de belangrijkste infrastructuur en aangrenzende gemeenten.

## Verkeer en vervoer
In de gemeente ligt spoorwegstation Mormant.

## Demografie
Onderstaande figuur toont het verloop van het inwonertal (bron: INSEE-tellingen).